# Coelorinchus occa
Coelorinchus occa es una especie de pez de la familia Macrouridae en el orden de los Gadiformes.

## Morfología
• Los machos pueden llegar alcanzar los 50 cm de longitud total.

## Alimentación
Come principalmente pececitos, poliquetos y crustáceos (cangrejos,  gambas, ostrácodos y copépodo ).

## Hábitat
Es un pez de aguas profundas que vive entre 400-2.220 m de profundidad.

## Distribución geográfica
Se encuentra desde Florida hasta el norte de Sudamérica y desde las Islas Feroe hasta Cabo Verde.